# اسپنسر (نبراسکا)
اسپنسر(به انگلیسی: Spencer) شهری در ایالت نبراسکا کشور ایالات متحده آمریکا است که جمعیت آن در سرشماری سال ۲۰۱۰ میلادی، ۴۵۵ نفر بوده‌است.